# Myrmecia nigriceps
Myrmecia nigriceps is een mierensoort uit de onderfamilie van de Myrmeciinae. De wetenschappelijke naam van de soort is voor het eerst geldig gepubliceerd in 1862 door Mayr.